# Gymnocalycium capillense
Gymnocalycium capillense ist eine Pflanzenart in der Gattung Gymnocalycium aus der Familie der Kakteengewächse (Cactaceae). Das Artepitheton capillense verweist auf das Vorkommen der Art beim Ort Capilla del Monte.

## Beschreibung
Gymnocalycium capillense hat einen matt blaugrünen, breitkugeligen Pflanzenkörper der Wuchshöhen und Durchmesser von bis zu 8 Zentimeter erreicht und an dem zahlreiche Kindel entstehen. Er hat bis zu 13, mehr oder weniger flache Rippen, die niedrige kinnartige Vorsprünge zwischen den eingesenkten Areolen aufweisen. Die etwa 5 Randdornen sind gelblich bis weiß und bis 1,2 Zentimeter lang.
Die zart rosaweißen Blüten sind bis zu 7 Zentimeter lang und haben einen Durchmesser von bis zu 6 Zentimeter. Die keulenförmigen Früchte sind bläulich bereift.

## Verbreitung, Systematik und Gefährdung
Gymnocalycium capillense ist in der argentinischen Provinz Córdoba verbreitet und wächst in Höhenlagen von 500 bis 1500 Metern.
Die Erstbeschreibung als Echinocactus capillensis wurde 1923 durch Carl Schick veröffentlicht. Carl Curt Hosseus stellte die Art 1926 in die Gattung Gymnocalycium.
In der Roten Liste gefährdeter Arten der IUCN wird die Art als „Least Concern (LC)“, d. h. als nicht gefährdet geführt.

## Nachweise